# Melanargia fathme
Melanargia fathme är en fjärilsart som beskrevs av Wagner 1913. Melanargia fathme ingår i släktet Melanargia och familjen praktfjärilar. Inga underarter finns listade i Catalogue of Life.